# Vlagyimir Alekszejevics Ponomarjov
Vlagyimir Alekszejevics Ponomarjov (oroszul: Владимир Алексеевич Пономарёв; 1940. február 18. –) orosz labdarúgó.
A szovjet válogatott tagjaként részt vett az 1966-os világbajnokságon.